# Roc-Gibraltar
 (juin 2019).
Roc-Gibraltar est un roman écrit par Joseph Peyré publié aux éditions Grasset en 1937.

## Éditions
Ce roman a été publié chez plusieurs éditeurs.
- Paris, éditions Grasset, 1937  — édition originale
- Paris, J. Ferenczi et fils, coll. «  Le Livre moderne illustré », (no 342), illustrations de François-Martin Salvat, 1940
- Paris, Le Livre de poche, (no 4756), 1976  (ISBN 2-253-01297-1)